# Hanne Bingle
Hanne Kjer Nyboe Bingle é uma ativista dos direitos das mulheres nascida na Dinamarca, ex-maquinista do metrô de Londres e levantadora de peso. Em 2017, ela foi incluída na lista das 100 mulheres mais influentes da BBC.

## Vida pessoal
Hanne Bingle nasceu na Dinamarca em 1958 e se mudou para o Reino Unido na década de 1980. Ela é casada com Ian Bingle, que também trabalhou como motorista do metrô de Londres.

## Carreira

### Maquinista
Bingle ingressou na Transport for London em 1998, onde trabalhou como Assistente de Atendimento ao Cliente na estação de metrô Piccadilly Circus. Ela treinou como maquinista do metrô de Londres e começou a conduzir trens na linha Victoria em 2001. Ela conduziu trens para TfL por 13 anos. Durante seu tempo no TfL, ela participou da rede feminina Transport for London. Bingle queria abordar o desequilíbrio de gênero, já que na época, apenas cerca de 13% dos maquinistas da linha Victoria eram mulheres. Em 2009, ela recebeu um MBE honorário por serviços para a igualdade das mulheres e transporte público. Em 2017, ela foi incluída na lista das 100 mulheres da BBC.

### Carreira de levantamento de peso
Desde 2008, Bingle competia em competições profissionais de powerlifting, representando a Grã-Bretanha. Ela competiu em vários campeonatos mundiais entre 2008 e 2012.